# 伦诺克斯·刘易斯
伦诺克斯·刘易斯CM，CBE（1965年9月2日—），前拳击运动员、世界拳王。他拥有英国与加拿大双重国籍。
早年作为业余拳手，刘易斯曾代表加拿大获得过1988年奥运会超重量级金牌。次年，他步入职业拳坛。在职业生涯中，他曾是三度重量级世界拳王，二度正统拳王，并且是迄今最后一位重量级无争议拳王。
刘易斯于2004年以41胜2负1平、共32次击倒对手的战绩退役。他被认为是史上最伟大的重量级拳手之一，同时也是英国拳击史上最伟大的拳手之一。